# 唐念慈
唐念慈（1925年6月—2000年4月1日），男，江苏常州人，中国岩土工程专家，中国桩基动力学创始人，南京工学院（现东南大学）教授，江苏省人大常委会副主任，第六、七、八届全国人大代表。